# Moissonneur
Eric Williams, alias le Moissonneur (« Grim Reaper » en VO) est un super-vilain évoluant dans  l'univers Marvel de la maison d'édition Marvel Comics. Créé par le scénariste Roy Thomas et le dessinateur John Buscema, le personnage de fiction apparaît pour la première fois dans le comic book Avengers #52 en mai 1968.

## Biographie du personnage

### Origines
Eric Williams, frère de Simon Williams, alias Wonder Man, était le mouton noir de la famille. C'était un enfant indiscipliné et sadique, rendu jaloux de son frère par l'affection que portait sa mère à ce dernier.
Un jour, alors qu'il jouait avec des produits chimiques dans le garage, il mit le feu à la maison. Simon se sentit coupable de ne pas l'avoir empêché, et il jura alors d'être responsable. Les années passèrent et Eric devint un athlète, mais aussi un jeune voleur et joueur. Il partit s'installer à Las Vegas où il rentra dans les rangs de la Maggia, pendant que Simon prenait les rênes de l'affaire familiale, Williams Innovations.
À cause de la concurrence de Stark Industries, la société de Simon commença à décliner, et l'homme d'affaires demanda l'aide de son frère et de la maggia. Finalement, Simon fut arrêté pour purger une peine de prison. Il fut libéré par le Baron Zemo qui le transforma en Wonder Man, s'assurant de sa loyauté en échange d'un antidote pouvant le sauver d'un lent empoisonnement. Simon se sacrifia pour aider les Vengeurs et tomba dans un coma présentant l'apparence d'une mort clinique.
Apprenant la mort de son frère, Eric voulut se venger. Il contacta le Bricoleur par l'intermédiaire de ses contacts et se fit fabriquer une faux, améliorée par la suite par Ultron. Prenant le nom de Moissonneur, il se lança dans le crime professionnel, avec pour cible les Vengeurs. Il fut finalement vaincu par la Panthère Noire.

### Parcours
Lors de sa seconde apparition, il était à la tête de la Lethal Legion, constituée du Laser Vivant, de Goliath II (Erik Josten), de l'Homme-Singe et de Swordsman. L'équipe fut vaincue par la Vision.
Le Moissonneur s'allia ensuite au Fantôme de l'espace et à l'HYDRA. Il comptait transférer l'esprit de la Vision (possédant les schémas mentaux de son défunt frère) dans le corps de Captain America pour ressusciter Simon, mais les Vengeurs déjouèrent son plan. Plus tard, il confronta la Vision et Wonder Man, entretemps ramené à la vie par Ergot Noir, pour déterminer lequel des deux était son vrai frère ; il fut battu par Wonder Man.
Il s'allia avec Nekra et Ultron, mais trouva la mort en chutant lors d'un combat contre les héros. Nekra le ranima sous la forme d'un zombie, mais Eric pensait être vivant. Le mort-vivant affronta Magnéto mais fut une nouvelle fois tué.
Des années plus tard, il fut ressuscité par Immortus, en tant que membre de la Légion de la Mort. Il eut le cou brisé par Wonder Man.
Nekra, sa maîtresse, retrouva sa tombe et le ramena une troisième fois à la vie, sous la condition qu'il absorbe une vie toutes les 24 heures. Il fit de Nekra sa première victime et affronta Wonder Man et Mandrill. Il s'allia à Ultron qui fusionna sa faux à son bras.

### Civil War
Lors de Civil War, le Moissonneur s'échappa du Raft lors de l'évasion générale provoquée par Electro. Après quelques semaines de fuite, il fut retrouvé par Captain America et Cable. Le SHIELD le fit emprisonner.

### Dark Reign
Lors de Dark Reign, le Moissonneur sortit rapidement et reforma la Lethal Legion dans le but d'affronter le régime instauré par Norman Osborn. Il s'agissait en fait d'un plan de ce dernier, qui comptait se débarrasser de quelques criminels instables à sa cause, et faire de la publicité pour ses Dark Avengers. Déclaré mort, Williams partit secrètement pour l'Europe, laissant son frère Simon en prison

## Pouvoirs et capacités
Le Moissonneur est un homme ramené à la vie par magie. Eric Williams a été formé aux arts occultes. C'est un sorcier de niveau moyen, pouvant principalement créer des illusions, se téléporter, et ouvrir des couloirs dimensionnels, grâce à sa faux.
- Mort-vivant, il est insensible aux poisons, aux maladies et aux radiations. Il résiste aussi au froid. Son état de zombie le rend également insensible à la douleur et lui octroie une force extraordinaire (il peut ainsi soulever une petite tonne).
- Son bras droit a été amputé et remplacé par une faux. La lame peut tournoyer très vite, servant alors de scie, ou de protection contre les projectiles. L'implant possédait un lanceur, qui pouvait être équipé de capsules soporifiques. La lame pouvait aussi être électrifiée ou émettre des rafales électro-magnétiques, de même que provoquer des états comateux en troublant les ondes cérébrales, par contact corporel.
- En tant que zombie, il doit absorber la vie d'un être vivant toutes les 24 heures, par l'intermédiaire de sa lame, sous peine de mourir de nouveau.